# Deutschland Tour 2019
Die Deutschland Tour 2019 war ein Etappenrennen im Straßenradsport der Männer, das vom 29. August bis 1. September 2019 über vier Etappen ausgetragen wurde. Sie war Teil der UCI Europe Tour in der hors categorie.
Gesamtsieger wurde Jasper Stuyven (Trek-Segafredo), vor Sonny Colbrelli (Bahrain-Merida), der auch die Punktewertung gewann, und Yves Lampaert, dessen Team Deceuninck-Quick-Step die Mannschaftswertung gewann. Bergwertungssieger wurde Magnus Cort Nielsen (Astana Pro Team). Gewinner der Nachwuchswertung wurde Marc Hirschi (Team Sunweb).

## Teilnehmer
Am Start waren neben Fahrern von 15 UCI WorldTeams vier nationale UCI Continental Team, die sich für die Teilnahme qualifiziert hatten. Dabei handelte es sich um die Teams P&S Metalltechnik, Bike Aid, Lotto-Kern Haus und Dauner-Akkon. Dazu kamen drei UCI Professional Continental Teams: Gazprom-RusVelo, Arkéa-Samsic und Wanty-Gobert. Insgesamt nahmen 132 Fahrer an der Rundfahrt teil.

### Teams
| WorldTeams (15)- AG2R La Mondiale - Astana - Bahrain-Merida - Bora-hansgrohe - CCC Team - Deceuninck-Quick Step - EF Education First - Lotto Soudal - Dimension Data - Ineos - Team Jumbo-Visma - Katusha-Alpecin - Team Sunweb - Trek-Segafredo - UAE Team Emirates Professional Continental Teams (3)- Gazprom-RusVelo - Arkéa-Samsic - Wanty-Groupe Gobert Continental Teams (4)- Bike Aid - Dauner-AKKON - Lotto-Kern-Haus - P&S Metalltechnik |
| |

### Fahrer
| Bahrain-Merida TBM | Bahrain-Merida TBM    | Bahrain-Merida TBM |
| ------------------ | --------------------- | ------------------ |
| Nr.                | Fahrer                | Platz              |
| 1                  | Vincenzo Nibali (ITA) | 16.                |
| 2                  | Damiano Caruso (ITA)  | 47.                |
| 3                  | Sonny Colbrelli (ITA) | 2.                 |
| 4                  | Andrea Garosio (ITA)  | 49.                |
| 5                  | Antonio Nibali (ITA)  | 97.                |
| 6                  | Marcel Sieberg (GER)  | 101.               |

| Katusha-Alpecin TKA | Katusha-Alpecin TKA   | Katusha-Alpecin TKA |
| ------------------- | --------------------- | ------------------- |
| Nr.                 | Fahrer                | Platz               |
| 11                  | Nils Politt (GER)     | 20.                 |
| 12                  | Jenthe Biermans (BEL) | 36.                 |
| 13                  | Alex Dowsett (GBR)    | DNF-4               |
| 14                  | José Gonçalves (POR)  | 71.                 |
| 15                  | Juri Hollmann (GER)   | 78.                 |
| 16                  | Simon Špilak (SLO)    | DNS-3               |

| Deceuninck-Quick Step DQT | Deceuninck-Quick Step DQT | Deceuninck-Quick Step DQT |
| ------------------------- | ------------------------- | ------------------------- |
| Nr.                       | Fahrer                    | Platz                     |
| 21                        | Julian Alaphilippe (FRA)  | 94.                       |
| 22                        | Kasper Asgreen (DEN)      | 33.                       |
| 23                        | Remco Evenepoel (BEL)     | 31.                       |
| 24                        | Yves Lampaert (BEL)       | 3.                        |
| 25                        | Enric Mas (ESP)           | 35.                       |
| 26                        | Pieter Serry (BEL)        | 14.                       |

| Bora-Hansgrohe BOH | Bora-Hansgrohe BOH        | Bora-Hansgrohe BOH |
| ------------------ | ------------------------- | ------------------ |
| Nr.                | Fahrer                    | Platz              |
| 31                 | Pascal Ackermann (GER)    | DNF-4              |
| 32                 | Emanuel Buchmann (GER)    | 13.                |
| 33                 | Marcus Burghardt (GER)    | 83.                |
| 34                 | Andreas Schillinger (GER) | 77.                |
| 35                 | Michael Schwarzmann (GER) | 56.                |
| 36                 | Rüdiger Selig (GER)       | DNF-4              |

| Team Ineos INS | Team Ineos INS           | Team Ineos INS |
| -------------- | ------------------------ | -------------- |
| Nr.            | Fahrer                   | Platz          |
| 41             | Pavel Sivakov (RUS)      | 52.            |
| 42             | Michał Kwiatkowski (POL) | DNF-4          |
| 43             | Jhonatan Narváez (ECU)   | 11.            |
| 44             | Luke Rowe (GBR)          | DNF-2          |
| 45             | Ben Swift (GBR) (Straße) | 18.            |
| 46             | Geraint Thomas (GBR)     | 65.            |

| Lotto-Soudal LTS | Lotto-Soudal LTS      | Lotto-Soudal LTS |
| ---------------- | --------------------- | ---------------- |
| Nr.              | Fahrer                | Platz            |
| 51               | Caleb Ewan (AUS)      | DNF-2            |
| 52               | Frederik Frison (BEL) | 72.              |
| 53               | Jens Keukeleire (BEL) | 7.               |
| 54               | Roger Kluge (GER)     | 70.              |
| 55               | Nikolas Maes (BEL)    | 34.              |
| 56               | Jelle Vanendert (BEL) | 22.              |

| UAE Team Emirates UAD | UAE Team Emirates UAD        | UAE Team Emirates UAD |
| --------------------- | ---------------------------- | --------------------- |
| Nr.                   | Fahrer                       | Platz                 |
| 61                    | Alexander Kristoff (NOR)     | 17.                   |
| 62                    | Simone Consonni (ITA)        | 66.                   |
| 63                    | Vegard Stake Laengen (NOR)   | 63.                   |
| 64                    | Daniel Martin (IRL)          | 51.                   |
| 65                    | Aljaksandr Rabuschenka (BLR) | 32.                   |
| 66                    | Diego Ulissi (ITA)           | 5.                    |

| Arkéa-Samsic PCB | Arkéa-Samsic PCB       | Arkéa-Samsic PCB |
| ---------------- | ---------------------- | ---------------- |
| Nr.              | Fahrer                 | Platz            |
| 71               | André Greipel (GER)    | 44.              |
| 72               | Franck Bonnamour (FRA) | DNF-2            |
| 73               | Maxime Bouet (FRA)     | DNF-2            |
| 74               | Brice Feillu (FRA)     | 80.              |
| 75               | Élie Gesbert (FRA)     | 45.              |
| 76               | Romain Hardy (FRA)     | 42.              |

| Trek-Segafredo TFS | Trek-Segafredo TFS          | Trek-Segafredo TFS |
| ------------------ | --------------------------- | ------------------ |
| Nr.                | Fahrer                      | Platz              |
| 81                 | Richie Porte (AUS)          | 60.                |
| 82                 | Julien Bernard (FRA)        | DNF-4              |
| 83                 | Michael Gogl (AUT)          | 30.                |
| 84                 | Mads Pedersen (DEN)         | 88.                |
| 85                 | Toms Skujiņš (LAT) (Straße) | 10.                |
| 86                 | Jasper Stuyven (BEL)        | 1.                 |

| Team Sunweb SUN | Team Sunweb SUN      | Team Sunweb SUN |
| --------------- | -------------------- | --------------- |
| Nr.             | Fahrer               | Platz           |
| 91              | Lennard Kämna (GER)  | 58.             |
| 92              | Cees Bol (NED)       | 57.             |
| 93              | Chris Hamilton (AUS) | 64.             |
| 94              | Jai Hindley (AUS)    | 15.             |
| 95              | Marc Hirschi (SUI)   | 6.              |
| 96              | Max Kanter (GER)     | 99.             |

| EF Education First EF1 | EF Education First EF1 | EF Education First EF1 |
| ---------------------- | ---------------------- | ---------------------- |
| Nr.                    | Fahrer                 | Platz                  |
| 101                    | Alberto Bettiol (ITA)  | DNS-1                  |
| 102                    | Sean Bennett (USA)     | DNS-4                  |
| 103                    | Jonathan Caicedo (ECU) | 27.                    |
| 104                    | Daniel McLay (GBR)     | 46.                    |
| 105                    | Thomas Scully (NZL)    | 74.                    |
| 106                    | James Whelan (AUS)     | 92.                    |

| Astana AST | Astana AST                    | Astana AST |
| ---------- | ----------------------------- | ---------- |
| Nr.        | Fahrer                        | Platz      |
| 111        | Alexei Luzenko (KAZ) (Straße) | 4.         |
| 112        | Hernando Bohórquez (COL)      | 100.       |
| 113        | Rodrigo Contreras (COL)       | 89.        |
| 114        | Magnus Cort Nielsen (DEN)     | 67.        |
| 115        | Davide Villella (ITA)         | 40.        |
| 116        | Andrei Seiz (KAZ)             | 75.        |

| AG2R La Mondiale ALM | AG2R La Mondiale ALM | AG2R La Mondiale ALM |
| -------------------- | -------------------- | -------------------- |
| Nr.                  | Fahrer               | Platz                |
| 121                  | Nico Denz (GER)      | 55.                  |
| 122                  | Mikaël Chérel (FRA)  | 25.                  |
| 123                  | Hubert Dupont (FRA)  | 37.                  |
| 124                  | Mathias Frank (SUI)  | 21.                  |
| 125                  | Ben Gastauer (LUX)   | 50.                  |
| 126                  | Nans Peters (FRA)    | 38.                  |

| Team Jumbo-Visma TJV | Team Jumbo-Visma TJV    | Team Jumbo-Visma TJV |
| -------------------- | ----------------------- | -------------------- |
| Nr.                  | Fahrer                  | Platz                |
| 131                  | Koen Bouwman (NED)      | 48.                  |
| 132                  | Stef Krul (NED)         | 43.                  |
| 133                  | Bert-Jan Lindeman (NED) | 68.                  |
| 134                  | Paul Martens (GER)      | 39.                  |
| 135                  | Timo Roosen (NED)       | 19.                  |
| 136                  | Jonas Vingegaard (DEN)  | 9.                   |

| CCC Team CCC | CCC Team CCC          | CCC Team CCC |
| ------------ | --------------------- | ------------ |
| Nr.          | Fahrer                | Platz        |
| 141          | Simon Geschke (GER)   | 12.          |
| 142          | Kamil Gradek (POL)    | 73.          |
| 143          | Joey Rosskopf (USA)   | 24.          |
| 144          | Gijs Van Hoecke (BEL) | 54.          |
| 145          | Fred Wright (GBR)     | 79.          |
| 146          | Riccardo Zoidl (AUT)  | 53.          |

| Wanty-Gobert WGG | Wanty-Gobert WGG           | Wanty-Gobert WGG |
| ---------------- | -------------------------- | ---------------- |
| Nr.              | Fahrer                     | Platz            |
| 151              | Pieter Vanspeybrouck (BEL) | DNF-4            |
| 152              | Frederik Backaert (BEL)    | 84.              |
| 153              | Odd Christian Eiking (NOR) | 61.              |
| 154              | Wesley Kreder (NED)        | 91.              |
| 155              | Yoann Offredo (FRA)        | 28.              |
| 156              | Kévin Van Melsen (BEL)     | DNS-3            |

| Dimension Data TDD | Dimension Data TDD                | Dimension Data TDD |
| ------------------ | --------------------------------- | ------------------ |
| Nr.                | Fahrer                            | Platz              |
| 161                | Mark Cavendish (GBR)              | DNF-4              |
| 162                | Enrico Gasparotto (ITA)           | 26.                |
| 163                | Reinardt Janse van Rensburg (RSA) | 23.                |
| 164                | Mark Renshaw (AUS)                | 107.               |
| 165                | Tom-Jelte Slagter (NED)           | 8.                 |
| 166                | Jay Robert Thomson (RSA)          | 112.               |

| Gazprom-RusVelo GAZ | Gazprom-RusVelo GAZ       | Gazprom-RusVelo GAZ |
| ------------------- | ------------------------- | ------------------- |
| Nr.                 | Fahrer                    | Platz               |
| 171                 | Jewgeni Schalunow (RUS)   | 81.                 |
| 172                 | Ildar Arslanow (RUS)      | DNS-2               |
| 173                 | Igor Bojew (RUS)          | 90.                 |
| 174                 | Wladislaw Kulikow (RUS)   | 98.                 |
| 175                 | Iwan Rowny (RUS) (Straße) | 29.                 |
| 176                 | Sergei Schilow (RUS)      | DNF-2               |

| Dauner-AKKON TDA | Dauner-AKKON TDA      | Dauner-AKKON TDA |
| ---------------- | --------------------- | ---------------- |
| Nr.              | Fahrer                | Platz            |
| 181              | Philipp Mamos (GER)   | DNS-2            |
| 182              | Dominik Bauer (GER)   | DNF-4            |
| 183              | Julian Braun (GER)    | 102.             |
| 184              | Miká Heming (GER)     | 95.              |
| 185              | Kilian Steigner (GER) | 110.             |
| 186              | Sven Thurau (GER)     | 96.              |

| Team Lotto-Kern Haus LKH | Team Lotto-Kern Haus LKH | Team Lotto-Kern Haus LKH |
| ------------------------ | ------------------------ | ------------------------ |
| Nr.                      | Fahrer                   | Platz                    |
| 191                      | Jonas Rutsch (GER)       | 69.                      |
| 192                      | Kim Heiduk (GER)         | 85.                      |
| 193                      | Jan Hugger (GER)         | 76.                      |
| 194                      | Joshua Huppertz (GER)    | 87.                      |
| 195                      | Robert Kessler (GER)     | 93.                      |
| 196                      | Tobias Knaup (GER)       | 106.                     |

| P&S Metalltechnik PUS | P&S Metalltechnik PUS      | P&S Metalltechnik PUS |
| --------------------- | -------------------------- | --------------------- |
| Nr.                   | Fahrer                     | Platz                 |
| 201                   | John Mandrysch (GER)       | DNF-4                 |
| 202                   | Michel Aschenbrenner (GER) | 104.                  |
| 203                   | Robert Jägeler (GER)       | 109.                  |
| 204                   | Tobias Nolde (GER)         | 108.                  |
| 205                   | Dominik Röber (GER)        | 59.                   |
| 206                   | Immanuel Stark (GER)       | 62.                   |

| Bike Aid BAI | Bike Aid BAI           | Bike Aid BAI |
| ------------ | ---------------------- | ------------ |
| Nr.          | Fahrer                 | Platz        |
| 211          | Nikodemus Holler (GER) | 111.         |
| 212          | Daniel Bichlmann (GER) | 105.         |
| 213          | Lucas Carstensen (GER) | 103.         |
| 214          | Mekseb Debesay (ERI)   | 41.          |
| 215          | Adne van Engelen (NED) | 82.          |
| 216          | Justin Wolf (GER)      | 86.          |

| Bahrain-Merida TBM | Bahrain-Merida TBM    | Bahrain-Merida TBM |
| ------------------ | --------------------- | ------------------ |
| Nr.                | Fahrer                | Platz              |
| 1                  | Vincenzo Nibali (ITA) | 16.                |
| 2                  | Damiano Caruso (ITA)  | 47.                |
| 3                  | Sonny Colbrelli (ITA) | 2.                 |
| 4                  | Andrea Garosio (ITA)  | 49.                |
| 5                  | Antonio Nibali (ITA)  | 97.                |
| 6                  | Marcel Sieberg (GER)  | 101.               |

| Katusha-Alpecin TKA | Katusha-Alpecin TKA   | Katusha-Alpecin TKA |
| ------------------- | --------------------- | ------------------- |
| Nr.                 | Fahrer                | Platz               |
| 11                  | Nils Politt (GER)     | 20.                 |
| 12                  | Jenthe Biermans (BEL) | 36.                 |
| 13                  | Alex Dowsett (GBR)    | DNF-4               |
| 14                  | José Gonçalves (POR)  | 71.                 |
| 15                  | Juri Hollmann (GER)   | 78.                 |
| 16                  | Simon Špilak (SLO)    | DNS-3               |

| Deceuninck-Quick Step DQT | Deceuninck-Quick Step DQT | Deceuninck-Quick Step DQT |
| ------------------------- | ------------------------- | ------------------------- |
| Nr.                       | Fahrer                    | Platz                     |
| 21                        | Julian Alaphilippe (FRA)  | 94.                       |
| 22                        | Kasper Asgreen (DEN)      | 33.                       |
| 23                        | Remco Evenepoel (BEL)     | 31.                       |
| 24                        | Yves Lampaert (BEL)       | 3.                        |
| 25                        | Enric Mas (ESP)           | 35.                       |
| 26                        | Pieter Serry (BEL)        | 14.                       |

| Bora-Hansgrohe BOH | Bora-Hansgrohe BOH        | Bora-Hansgrohe BOH |
| ------------------ | ------------------------- | ------------------ |
| Nr.                | Fahrer                    | Platz              |
| 31                 | Pascal Ackermann (GER)    | DNF-4              |
| 32                 | Emanuel Buchmann (GER)    | 13.                |
| 33                 | Marcus Burghardt (GER)    | 83.                |
| 34                 | Andreas Schillinger (GER) | 77.                |
| 35                 | Michael Schwarzmann (GER) | 56.                |
| 36                 | Rüdiger Selig (GER)       | DNF-4              |

| Team Ineos INS | Team Ineos INS           | Team Ineos INS |
| -------------- | ------------------------ | -------------- |
| Nr.            | Fahrer                   | Platz          |
| 41             | Pavel Sivakov (RUS)      | 52.            |
| 42             | Michał Kwiatkowski (POL) | DNF-4          |
| 43             | Jhonatan Narváez (ECU)   | 11.            |
| 44             | Luke Rowe (GBR)          | DNF-2          |
| 45             | Ben Swift (GBR) (Straße) | 18.            |
| 46             | Geraint Thomas (GBR)     | 65.            |

| Lotto-Soudal LTS | Lotto-Soudal LTS      | Lotto-Soudal LTS |
| ---------------- | --------------------- | ---------------- |
| Nr.              | Fahrer                | Platz            |
| 51               | Caleb Ewan (AUS)      | DNF-2            |
| 52               | Frederik Frison (BEL) | 72.              |
| 53               | Jens Keukeleire (BEL) | 7.               |
| 54               | Roger Kluge (GER)     | 70.              |
| 55               | Nikolas Maes (BEL)    | 34.              |
| 56               | Jelle Vanendert (BEL) | 22.              |

| UAE Team Emirates UAD | UAE Team Emirates UAD        | UAE Team Emirates UAD |
| --------------------- | ---------------------------- | --------------------- |
| Nr.                   | Fahrer                       | Platz                 |
| 61                    | Alexander Kristoff (NOR)     | 17.                   |
| 62                    | Simone Consonni (ITA)        | 66.                   |
| 63                    | Vegard Stake Laengen (NOR)   | 63.                   |
| 64                    | Daniel Martin (IRL)          | 51.                   |
| 65                    | Aljaksandr Rabuschenka (BLR) | 32.                   |
| 66                    | Diego Ulissi (ITA)           | 5.                    |

| Arkéa-Samsic PCB | Arkéa-Samsic PCB       | Arkéa-Samsic PCB |
| ---------------- | ---------------------- | ---------------- |
| Nr.              | Fahrer                 | Platz            |
| 71               | André Greipel (GER)    | 44.              |
| 72               | Franck Bonnamour (FRA) | DNF-2            |
| 73               | Maxime Bouet (FRA)     | DNF-2            |
| 74               | Brice Feillu (FRA)     | 80.              |
| 75               | Élie Gesbert (FRA)     | 45.              |
| 76               | Romain Hardy (FRA)     | 42.              |

| Trek-Segafredo TFS | Trek-Segafredo TFS          | Trek-Segafredo TFS |
| ------------------ | --------------------------- | ------------------ |
| Nr.                | Fahrer                      | Platz              |
| 81                 | Richie Porte (AUS)          | 60.                |
| 82                 | Julien Bernard (FRA)        | DNF-4              |
| 83                 | Michael Gogl (AUT)          | 30.                |
| 84                 | Mads Pedersen (DEN)         | 88.                |
| 85                 | Toms Skujiņš (LAT) (Straße) | 10.                |
| 86                 | Jasper Stuyven (BEL)        | 1.                 |

| Team Sunweb SUN | Team Sunweb SUN      | Team Sunweb SUN |
| --------------- | -------------------- | --------------- |
| Nr.             | Fahrer               | Platz           |
| 91              | Lennard Kämna (GER)  | 58.             |
| 92              | Cees Bol (NED)       | 57.             |
| 93              | Chris Hamilton (AUS) | 64.             |
| 94              | Jai Hindley (AUS)    | 15.             |
| 95              | Marc Hirschi (SUI)   | 6.              |
| 96              | Max Kanter (GER)     | 99.             |

| EF Education First EF1 | EF Education First EF1 | EF Education First EF1 |
| ---------------------- | ---------------------- | ---------------------- |
| Nr.                    | Fahrer                 | Platz                  |
| 101                    | Alberto Bettiol (ITA)  | DNS-1                  |
| 102                    | Sean Bennett (USA)     | DNS-4                  |
| 103                    | Jonathan Caicedo (ECU) | 27.                    |
| 104                    | Daniel McLay (GBR)     | 46.                    |
| 105                    | Thomas Scully (NZL)    | 74.                    |
| 106                    | James Whelan (AUS)     | 92.                    |

| Astana AST | Astana AST                    | Astana AST |
| ---------- | ----------------------------- | ---------- |
| Nr.        | Fahrer                        | Platz      |
| 111        | Alexei Luzenko (KAZ) (Straße) | 4.         |
| 112        | Hernando Bohórquez (COL)      | 100.       |
| 113        | Rodrigo Contreras (COL)       | 89.        |
| 114        | Magnus Cort Nielsen (DEN)     | 67.        |
| 115        | Davide Villella (ITA)         | 40.        |
| 116        | Andrei Seiz (KAZ)             | 75.        |

| AG2R La Mondiale ALM | AG2R La Mondiale ALM | AG2R La Mondiale ALM |
| -------------------- | -------------------- | -------------------- |
| Nr.                  | Fahrer               | Platz                |
| 121                  | Nico Denz (GER)      | 55.                  |
| 122                  | Mikaël Chérel (FRA)  | 25.                  |
| 123                  | Hubert Dupont (FRA)  | 37.                  |
| 124                  | Mathias Frank (SUI)  | 21.                  |
| 125                  | Ben Gastauer (LUX)   | 50.                  |
| 126                  | Nans Peters (FRA)    | 38.                  |

| Team Jumbo-Visma TJV | Team Jumbo-Visma TJV    | Team Jumbo-Visma TJV |
| -------------------- | ----------------------- | -------------------- |
| Nr.                  | Fahrer                  | Platz                |
| 131                  | Koen Bouwman (NED)      | 48.                  |
| 132                  | Stef Krul (NED)         | 43.                  |
| 133                  | Bert-Jan Lindeman (NED) | 68.                  |
| 134                  | Paul Martens (GER)      | 39.                  |
| 135                  | Timo Roosen (NED)       | 19.                  |
| 136                  | Jonas Vingegaard (DEN)  | 9.                   |

| CCC Team CCC | CCC Team CCC          | CCC Team CCC |
| ------------ | --------------------- | ------------ |
| Nr.          | Fahrer                | Platz        |
| 141          | Simon Geschke (GER)   | 12.          |
| 142          | Kamil Gradek (POL)    | 73.          |
| 143          | Joey Rosskopf (USA)   | 24.          |
| 144          | Gijs Van Hoecke (BEL) | 54.          |
| 145          | Fred Wright (GBR)     | 79.          |
| 146          | Riccardo Zoidl (AUT)  | 53.          |

| Wanty-Gobert WGG | Wanty-Gobert WGG           | Wanty-Gobert WGG |
| ---------------- | -------------------------- | ---------------- |
| Nr.              | Fahrer                     | Platz            |
| 151              | Pieter Vanspeybrouck (BEL) | DNF-4            |
| 152              | Frederik Backaert (BEL)    | 84.              |
| 153              | Odd Christian Eiking (NOR) | 61.              |
| 154              | Wesley Kreder (NED)        | 91.              |
| 155              | Yoann Offredo (FRA)        | 28.              |
| 156              | Kévin Van Melsen (BEL)     | DNS-3            |

| Dimension Data TDD | Dimension Data TDD                | Dimension Data TDD |
| ------------------ | --------------------------------- | ------------------ |
| Nr.                | Fahrer                            | Platz              |
| 161                | Mark Cavendish (GBR)              | DNF-4              |
| 162                | Enrico Gasparotto (ITA)           | 26.                |
| 163                | Reinardt Janse van Rensburg (RSA) | 23.                |
| 164                | Mark Renshaw (AUS)                | 107.               |
| 165                | Tom-Jelte Slagter (NED)           | 8.                 |
| 166                | Jay Robert Thomson (RSA)          | 112.               |

| Gazprom-RusVelo GAZ | Gazprom-RusVelo GAZ       | Gazprom-RusVelo GAZ |
| ------------------- | ------------------------- | ------------------- |
| Nr.                 | Fahrer                    | Platz               |
| 171                 | Jewgeni Schalunow (RUS)   | 81.                 |
| 172                 | Ildar Arslanow (RUS)      | DNS-2               |
| 173                 | Igor Bojew (RUS)          | 90.                 |
| 174                 | Wladislaw Kulikow (RUS)   | 98.                 |
| 175                 | Iwan Rowny (RUS) (Straße) | 29.                 |
| 176                 | Sergei Schilow (RUS)      | DNF-2               |

| Dauner-AKKON TDA | Dauner-AKKON TDA      | Dauner-AKKON TDA |
| ---------------- | --------------------- | ---------------- |
| Nr.              | Fahrer                | Platz            |
| 181              | Philipp Mamos (GER)   | DNS-2            |
| 182              | Dominik Bauer (GER)   | DNF-4            |
| 183              | Julian Braun (GER)    | 102.             |
| 184              | Miká Heming (GER)     | 95.              |
| 185              | Kilian Steigner (GER) | 110.             |
| 186              | Sven Thurau (GER)     | 96.              |

| Team Lotto-Kern Haus LKH | Team Lotto-Kern Haus LKH | Team Lotto-Kern Haus LKH |
| ------------------------ | ------------------------ | ------------------------ |
| Nr.                      | Fahrer                   | Platz                    |
| 191                      | Jonas Rutsch (GER)       | 69.                      |
| 192                      | Kim Heiduk (GER)         | 85.                      |
| 193                      | Jan Hugger (GER)         | 76.                      |
| 194                      | Joshua Huppertz (GER)    | 87.                      |
| 195                      | Robert Kessler (GER)     | 93.                      |
| 196                      | Tobias Knaup (GER)       | 106.                     |

| P&S Metalltechnik PUS | P&S Metalltechnik PUS      | P&S Metalltechnik PUS |
| --------------------- | -------------------------- | --------------------- |
| Nr.                   | Fahrer                     | Platz                 |
| 201                   | John Mandrysch (GER)       | DNF-4                 |
| 202                   | Michel Aschenbrenner (GER) | 104.                  |
| 203                   | Robert Jägeler (GER)       | 109.                  |
| 204                   | Tobias Nolde (GER)         | 108.                  |
| 205                   | Dominik Röber (GER)        | 59.                   |
| 206                   | Immanuel Stark (GER)       | 62.                   |

| Bike Aid BAI | Bike Aid BAI           | Bike Aid BAI |
| ------------ | ---------------------- | ------------ |
| Nr.          | Fahrer                 | Platz        |
| 211          | Nikodemus Holler (GER) | 111.         |
| 212          | Daniel Bichlmann (GER) | 105.         |
| 213          | Lucas Carstensen (GER) | 103.         |
| 214          | Mekseb Debesay (ERI)   | 41.          |
| 215          | Adne van Engelen (NED) | 82.          |
| 216          | Justin Wolf (GER)      | 86.          |

## Strecke
Die Strecke wurde am 1. April 2019 in Frankfurt am Main präsentiert. Anlässlich des Jubiläums „30 Jahre Mauerfall“ führte die Strecke das internationale Fahrerfeld auf vier Etappen durch vier Bundesländer von Hannover nach Erfurt. Die erste Etappe verlief über flaches Terrain von der niedersächsischen Landeshauptstadt nach Halberstadt in Sachsen-Anhalt. Die zweite Etappe verlief über hügeliges Profil zwischen den Universitätsstädten Marburg und Göttingen und war mit 199 Kilometern der längste Teilabschnitt. Anschließend ging es über welliges Terrain durch die Mitte Deutschlands von Göttingen nach Eisenach. Die Streckenführung der vierten Etappe verlief von Eisenach quer durch den Freistaat Thüringen und endete nach einer sportlich wie landschaftlich reizvollen Runde durch den Thüringer Wald in der Landeshauptstadt Erfurt.
| Etappe    | Datum    | Etappenorte            | type                 | Länge (km) | Etappensieger      | Gesamtführender    |
| --------- | -------- | ---------------------- | -------------------- | ---------- | ------------------ | ------------------ |
| 1. Etappe | 29. Aug. | Hannover – Halberstadt | Flachetappe          | 167        | Pascal Ackermann   | Pascal Ackermann   |
| 2. Etappe | 30. Aug. | Marburg – Göttingen    | Hügelige Etappe      | 199        | Alexander Kristoff | Alexander Kristoff |
| 3. Etappe | 31. Aug. | Göttingen – Eisenach   | Hügelige Etappe      | 177        | Kasper Asgreen     | Jasper Stuyven     |
| 4. Etappe | 1. Sep.  | Eisenach – Erfurt      | Mittelschwere Etappe | 160        | Sonny Colbrelli    | Jasper Stuyven     |

## Etappenverlauf und Ergebnisse

### Hannover–Halberstadt (167 km)
| \| Etappenergebnis \| Etappenergebnis \| Etappenergebnis \| Etappenergebnis \| Etappenergebnis \| \| Fahrer \| Fahrer \| Land \| Team \| Zeit \| \| --------------- \| --------------------------- \| --------------- \| --------------------- \| --------------- \| \| 1. \| Pascal Ackermann \| Deutschland \| Bora-Hansgrohe \| 3 h 49 min 30 s \| \| 2. \| Alexander Kristoff \| Norwegen \| UAE Team Emirates \| + 0 s \| \| 3. \| Simone Consonni \| Italien \| UAE Team Emirates \| + 0 s \| \| 4. \| Cees Bol \| Niederlande \| Team Sunweb \| + 0 s \| \| 5. \| Jasper Stuyven \| Belgien \| Trek-Segafredo \| + 0 s \| \| 6. \| Kasper Asgreen \| Dänemark \| Deceuninck-Quick Step \| + 0 s \| \| 7. \| Reinardt Janse van Rensburg \| Südarfika \| Dimension Data \| + 0 s \| \| 8. \| Nico Denz \| Deutschland \| AG2R La Mondiale \| + 0 s \| \| 9. \| Nils Politt \| Deutschland \| Katusha-Alpecin \| + 0 s \| \| 10. \| Sonny Colbrelli \| Italien \| Bahrain-Merida \| + 0 s \| |                             |             |                       |                 |
| |                             |             |                       |                 |
| Quelle: ProCyclingStats |                             |             |                       |                 |
| Etappenergebnis |                             |             |                       |                 |
| Fahrer | Fahrer                      | Land        | Team                  | Zeit            |
| 1. | Pascal Ackermann            | Deutschland | Bora-Hansgrohe        | 3 h 49 min 30 s |
| 2. | Alexander Kristoff          | Norwegen    | UAE Team Emirates     | + 0 s           |
| 3. | Simone Consonni             | Italien     | UAE Team Emirates     | + 0 s           |
| 4. | Cees Bol                    | Niederlande | Team Sunweb           | + 0 s           |
| 5. | Jasper Stuyven              | Belgien     | Trek-Segafredo        | + 0 s           |
| 6. | Kasper Asgreen              | Dänemark    | Deceuninck-Quick Step | + 0 s           |
| 7. | Reinardt Janse van Rensburg | Südarfika   | Dimension Data        | + 0 s           |
| 8. | Nico Denz                   | Deutschland | AG2R La Mondiale      | + 0 s           |
| 9. | Nils Politt                 | Deutschland | Katusha-Alpecin       | + 0 s           |
| 10. | Sonny Colbrelli             | Italien     | Bahrain-Merida        | + 0 s           |

| \| Gesamtwertung \| Gesamtwertung \| Gesamtwertung \| Gesamtwertung \| Gesamtwertung \| \| Fahrer \| Fahrer \| Land \| Team \| Zeit \| \| ------------- \| --------------------------- \| ------------- \| --------------------- \| --------------- \| \| 1. \| Pascal Ackermann \| Deutschland \| Bora-Hansgrohe \| 3 h 49 min 20 s \| \| 2. \| Alexander Kristoff \| Norwegen \| UAE Team Emirates \| + 4 s \| \| 3. \| Simone Consonni \| Italien \| UAE Team Emirates \| + 6 s \| \| 4. \| Tom-Jelte Slagter \| Niederlande \| Dimension Data \| + 8 s \| \| 5. \| Kasper Asgreen \| Dänemark \| Deceuninck-Quick Step \| + 9 s \| \| 6. \| Cees Bol \| Niederlande \| Team Sunweb \| + 10 s \| \| 7. \| Jasper Stuyven \| Belgien \| Trek-Segafredo \| + 10 s \| \| 8. \| Reinardt Janse van Rensburg \| Südarfika \| Dimension Data \| + 10 s \| \| 9. \| Nico Denz \| Deutschland \| AG2R La Mondiale \| + 10 s \| \| 10. \| Nils Politt \| Deutschland \| Katusha-Alpecin \| + 10 s \| |                             |             |                       |                 |
| |                             |             |                       |                 |
| Quelle: ProCyclingStats |                             |             |                       |                 |
| Gesamtwertung |                             |             |                       |                 |
| Fahrer | Fahrer                      | Land        | Team                  | Zeit            |
| 1. | Pascal Ackermann            | Deutschland | Bora-Hansgrohe        | 3 h 49 min 20 s |
| 2. | Alexander Kristoff          | Norwegen    | UAE Team Emirates     | + 4 s           |
| 3. | Simone Consonni             | Italien     | UAE Team Emirates     | + 6 s           |
| 4. | Tom-Jelte Slagter           | Niederlande | Dimension Data        | + 8 s           |
| 5. | Kasper Asgreen              | Dänemark    | Deceuninck-Quick Step | + 9 s           |
| 6. | Cees Bol                    | Niederlande | Team Sunweb           | + 10 s          |
| 7. | Jasper Stuyven              | Belgien     | Trek-Segafredo        | + 10 s          |
| 8. | Reinardt Janse van Rensburg | Südarfika   | Dimension Data        | + 10 s          |
| 9. | Nico Denz                   | Deutschland | AG2R La Mondiale      | + 10 s          |
| 10. | Nils Politt                 | Deutschland | Katusha-Alpecin       | + 10 s          |

Nachdem mit Julien Bernard 12 Kilometer vor dem Ziel als Letzter einer ursprünglich vierköpfigen Spitzengruppe mit Joshua Huppertz (Lotto-Kern Haus), Nikodemus Holler (Bike Aid) und Igor Boev (Gazprom-RusVelo) eingeholt wurde, gewann Pascal Ackermann (Bora-hansgrohe) auf ansteigender Zielgerade den Sprint des Hauptfelds. Bernard übernahm die Führung in der Bergwertung und wurde als kämpferischster Fahrer geehrt, während Ackermann neben der Gesamtführung auch die Führung in der Punkte- und Nachwuchswertung übernahm.

### Marburg–Göttingen (199 km)
| \| Etappenergebnis \| Etappenergebnis \| Etappenergebnis \| Etappenergebnis \| Etappenergebnis \| \| Fahrer \| Fahrer \| Land \| Team \| Zeit \| \| --------------- \| --------------------------- \| ---------------------- \| --------------------- \| --------------- \| \| 1. \| Alexander Kristoff \| Norwegen \| UAE Team Emirates \| 4 h 21 min 04 s \| \| 2. \| Sonny Colbrelli \| Italien \| Bahrain-Merida \| + 0 s \| \| 3. \| Yves Lampaert \| Belgien \| Deceuninck-Quick Step \| + 0 s \| \| 4. \| Ben Swift \| Vereinigtes Königreich \| Team Ineos \| + 0 s \| \| 5. \| Jasper Stuyven \| Belgien \| Trek-Segafredo \| + 0 s \| \| 6. \| Reinardt Janse van Rensburg \| Südarfika \| Dimension Data \| + 0 s \| \| 7. \| Marc Hirschi \| Schweiz \| Team Sunweb \| + 0 s \| \| 8. \| Timo Roosen \| Niederlande \| Team Jumbo-Visma \| + 0 s \| \| 9. \| Toms Skujiņš \| Lettland \| Trek-Segafredo \| + 0 s \| \| 10. \| Jens Keukeleire \| Belgien \| Lotto-Soudal \| + 0 s \| |                             |                        |                       |                 |
| |                             |                        |                       |                 |
| Quelle: ProCyclingStats |                             |                        |                       |                 |
| Etappenergebnis |                             |                        |                       |                 |
| Fahrer | Fahrer                      | Land                   | Team                  | Zeit            |
| 1. | Alexander Kristoff          | Norwegen               | UAE Team Emirates     | 4 h 21 min 04 s |
| 2. | Sonny Colbrelli             | Italien                | Bahrain-Merida        | + 0 s           |
| 3. | Yves Lampaert               | Belgien                | Deceuninck-Quick Step | + 0 s           |
| 4. | Ben Swift                   | Vereinigtes Königreich | Team Ineos            | + 0 s           |
| 5. | Jasper Stuyven              | Belgien                | Trek-Segafredo        | + 0 s           |
| 6. | Reinardt Janse van Rensburg | Südarfika              | Dimension Data        | + 0 s           |
| 7. | Marc Hirschi                | Schweiz                | Team Sunweb           | + 0 s           |
| 8. | Timo Roosen                 | Niederlande            | Team Jumbo-Visma      | + 0 s           |
| 9. | Toms Skujiņš                | Lettland               | Trek-Segafredo        | + 0 s           |
| 10. | Jens Keukeleire             | Belgien                | Lotto-Soudal          | + 0 s           |

| \| Gesamtwertung \| Gesamtwertung \| Gesamtwertung \| Gesamtwertung \| Gesamtwertung \| \| Fahrer \| Fahrer \| Land \| Team \| Zeit \| \| ------------- \| --------------------------- \| ---------------------- \| --------------------- \| --------------- \| \| 1. \| Alexander Kristoff \| Norwegen \| UAE Team Emirates \| 8 h 10 min 18 s \| \| 2. \| Sonny Colbrelli \| Italien \| Bahrain-Merida \| + 10 s \| \| 3. \| Yves Lampaert \| Belgien \| Deceuninck-Quick Step \| + 12 s \| \| 4. \| Marc Hirschi \| Schweiz \| Team Sunweb \| + 13 s \| \| 5. \| Alexei Luzenko \| Kasachstan \| Astana \| + 14 s \| \| 6. \| Tom-Jelte Slagter \| Niederlande \| Dimension Data \| + 14 s \| \| 7. \| Diego Ulissi \| Italien \| UAE Team Emirates \| + 15 s \| \| 8. \| Jasper Stuyven \| Belgien \| Trek-Segafredo \| + 16 s \| \| 9. \| Reinardt Janse van Rensburg \| Südarfika \| Dimension Data \| + 16 s \| \| 10. \| Ben Swift \| Vereinigtes Königreich \| Team Ineos \| + 16 s \| |                             |                        |                       |                 |
| |                             |                        |                       |                 |
| Quelle: ProCyclingStats |                             |                        |                       |                 |
| Gesamtwertung |                             |                        |                       |                 |
| Fahrer | Fahrer                      | Land                   | Team                  | Zeit            |
| 1. | Alexander Kristoff          | Norwegen               | UAE Team Emirates     | 8 h 10 min 18 s |
| 2. | Sonny Colbrelli             | Italien                | Bahrain-Merida        | + 10 s          |
| 3. | Yves Lampaert               | Belgien                | Deceuninck-Quick Step | + 12 s          |
| 4. | Marc Hirschi                | Schweiz                | Team Sunweb           | + 13 s          |
| 5. | Alexei Luzenko              | Kasachstan             | Astana                | + 14 s          |
| 6. | Tom-Jelte Slagter           | Niederlande            | Dimension Data        | + 14 s          |
| 7. | Diego Ulissi                | Italien                | UAE Team Emirates     | + 15 s          |
| 8. | Jasper Stuyven              | Belgien                | Trek-Segafredo        | + 16 s          |
| 9. | Reinardt Janse van Rensburg | Südarfika              | Dimension Data        | + 16 s          |
| 10. | Ben Swift                   | Vereinigtes Königreich | Team Ineos            | + 16 s          |

Nach umkämpften Beginn setzte sich Remco Evenepoel (Deceuninck-Quick-Step) ab und wurde erst nach 95 Kilometer währenden Soloflucht 10 Kilometer vor dem Ziel gestellt. Der bisherige Gesamtführende Ackermann fiel 40 Kilometer vor dem Ziel aus dem Vorderfeld zurück. Alexei Luzenko (Astana) und Marc Hirschi (Team Sunweb) attackierten im Anschluss an Evenepoels Einholung und wurden ihrerseits 2 Kilometer vor dem Ziel durch das Vorderfeld gestellt, dessen Sprint Alexander Kristoff (UAE Team Emirates) gewann, der auch die Gesamtführung übernahm.

### Göttingen–Eisenach (177 km)
| \| Etappenergebnis \| Etappenergebnis \| Etappenergebnis \| Etappenergebnis \| Etappenergebnis \| \| Fahrer \| Fahrer \| Land \| Team \| Zeit \| \| --------------- \| ----------------- \| --------------- \| --------------------- \| --------------- \| \| 1. \| Kasper Asgreen \| Dänemark \| Deceuninck-Quick Step \| 4 h 27 min 53 s \| \| 2. \| Jasper Stuyven \| Belgien \| Trek-Segafredo \| + 0 s \| \| 3. \| Sonny Colbrelli \| Italien \| Bahrain-Merida \| + 17 s \| \| 4. \| Yves Lampaert \| Belgien \| Deceuninck-Quick Step \| + 17 s \| \| 5. \| Tom-Jelte Slagter \| Niederlande \| Dimension Data \| + 17 s \| \| 6. \| Marc Hirschi \| Schweiz \| Team Sunweb \| + 17 s \| \| 7. \| Toms Skujiņš \| Lettland \| Trek-Segafredo \| + 17 s \| \| 8. \| Jens Keukeleire \| Belgien \| Lotto-Soudal \| + 17 s \| \| 9. \| Diego Ulissi \| Italien \| UAE Team Emirates \| + 17 s \| \| 10. \| Jhonatan Narváez \| Ecuador \| Team Ineos \| + 17 s \| |                   |             |                       |                 |
| |                   |             |                       |                 |
| Quelle: ProCyclingStats |                   |             |                       |                 |
| Etappenergebnis |                   |             |                       |                 |
| Fahrer | Fahrer            | Land        | Team                  | Zeit            |
| 1. | Kasper Asgreen    | Dänemark    | Deceuninck-Quick Step | 4 h 27 min 53 s |
| 2. | Jasper Stuyven    | Belgien     | Trek-Segafredo        | + 0 s           |
| 3. | Sonny Colbrelli   | Italien     | Bahrain-Merida        | + 17 s          |
| 4. | Yves Lampaert     | Belgien     | Deceuninck-Quick Step | + 17 s          |
| 5. | Tom-Jelte Slagter | Niederlande | Dimension Data        | + 17 s          |
| 6. | Marc Hirschi      | Schweiz     | Team Sunweb           | + 17 s          |
| 7. | Toms Skujiņš      | Lettland    | Trek-Segafredo        | + 17 s          |
| 8. | Jens Keukeleire   | Belgien     | Lotto-Soudal          | + 17 s          |
| 9. | Diego Ulissi      | Italien     | UAE Team Emirates     | + 17 s          |
| 10. | Jhonatan Narváez  | Ecuador     | Team Ineos            | + 17 s          |

| \| Gesamtwertung \| Gesamtwertung \| Gesamtwertung \| Gesamtwertung \| Gesamtwertung \| \| Fahrer \| Fahrer \| Land \| Team \| Zeit \| \| ------------- \| ----------------- \| ------------- \| --------------------- \| ---------------- \| \| 1. \| Jasper Stuyven \| Belgien \| Trek-Segafredo \| 12 h 38 min 21 s \| \| 2. \| Sonny Colbrelli \| Italien \| Bahrain-Merida \| + 13 s \| \| 3. \| Alexei Luzenko \| Kasachstan \| Astana \| + 18 s \| \| 4. \| Yves Lampaert \| Belgien \| Deceuninck-Quick Step \| + 19 s \| \| 5. \| Marc Hirschi \| Schweiz \| Team Sunweb \| + 20 s \| \| 6. \| Diego Ulissi \| Italien \| UAE Team Emirates \| + 20 s \| \| 7. \| Tom-Jelte Slagter \| Niederlande \| Dimension Data \| + 21 s \| \| 8. \| Jonas Vingegaard \| Dänemark \| Team Jumbo-Visma \| + 22 s \| \| 9. \| Jens Keukeleire \| Belgien \| Lotto-Soudal \| + 23 s \| \| 10. \| Toms Skujiņš \| Lettland \| Trek-Segafredo \| + 23 s \| |                   |             |                       |                  |
| |                   |             |                       |                  |
| Quelle: ProCyclingStats |                   |             |                       |                  |
| Gesamtwertung |                   |             |                       |                  |
| Fahrer | Fahrer            | Land        | Team                  | Zeit             |
| 1. | Jasper Stuyven    | Belgien     | Trek-Segafredo        | 12 h 38 min 21 s |
| 2. | Sonny Colbrelli   | Italien     | Bahrain-Merida        | + 13 s           |
| 3. | Alexei Luzenko    | Kasachstan  | Astana                | + 18 s           |
| 4. | Yves Lampaert     | Belgien     | Deceuninck-Quick Step | + 19 s           |
| 5. | Marc Hirschi      | Schweiz     | Team Sunweb           | + 20 s           |
| 6. | Diego Ulissi      | Italien     | UAE Team Emirates     | + 20 s           |
| 7. | Tom-Jelte Slagter | Niederlande | Dimension Data        | + 21 s           |
| 8. | Jonas Vingegaard  | Dänemark    | Team Jumbo-Visma      | + 22 s           |
| 9. | Jens Keukeleire   | Belgien     | Lotto-Soudal          | + 23 s           |
| 10. | Toms Skujiņš      | Lettland    | Trek-Segafredo        | + 23 s           |

Nach 10 Rennkilometern setzte sich eine Dreiergruppe mit Miká Heming (Dauner Akkon), Julian Alaphilippe (Deceuninck – Quick-Step) und Mads Pedersen (Trek-Segafredo) ab. Nachdem die letzten Ausreißer gestellt waren, sicherte sich Vincenzo Nibali (Bahrain-Merida) den letzten Bergpreis und übernahm damit auch die Führung in der Bergwertung. An dieser Steigung setzte sich die ca. 20-köpfige Spitzengruppe ab, aus der sich kurz vor dem Ziel Kasper Asgreen (Deceuninck-Quick-Step) und Jasper Stuyven (Trek-Segafredo) absetzten. Asgreen gewann den Zweiersprint und Stuyven übernahm die Gesamtführung.

### Eisenach – Erfurt (160 km)
| \| Etappenergebnis \| Etappenergebnis \| Etappenergebnis \| Etappenergebnis \| Etappenergebnis \| \| Fahrer \| Fahrer \| Land \| Team \| Zeit \| \| --------------- \| ------------------ \| ---------------------- \| --------------------- \| --------------- \| \| 1. \| Sonny Colbrelli \| Italien \| Bahrain-Merida \| 3 h 44 min 48 s \| \| 2. \| Yves Lampaert \| Belgien \| Deceuninck-Quick Step \| + 0 s \| \| 3. \| Alexander Kristoff \| Norwegen \| UAE Team Emirates \| + 0 s \| \| 4. \| Alexei Luzenko \| Kasachstan \| Astana \| + 0 s \| \| 5. \| Jasper Stuyven \| Belgien \| Trek-Segafredo \| + 0 s \| \| 6. \| Diego Ulissi \| Italien \| UAE Team Emirates \| + 0 s \| \| 7. \| Cees Bol \| Niederlande \| Team Sunweb \| + 0 s \| \| 8. \| Ben Swift \| Vereinigtes Königreich \| Team Ineos \| + 0 s \| \| 9. \| Tom-Jelte Slagter \| Niederlande \| Dimension Data \| + 0 s \| \| 10. \| Simon Geschke \| Deutschland \| CCC Team \| + 0 s \| |                    |                        |                       |                 |
| |                    |                        |                       |                 |
| Quelle: ProCyclingStats |                    |                        |                       |                 |
| Etappenergebnis |                    |                        |                       |                 |
| Fahrer | Fahrer             | Land                   | Team                  | Zeit            |
| 1. | Sonny Colbrelli    | Italien                | Bahrain-Merida        | 3 h 44 min 48 s |
| 2. | Yves Lampaert      | Belgien                | Deceuninck-Quick Step | + 0 s           |
| 3. | Alexander Kristoff | Norwegen               | UAE Team Emirates     | + 0 s           |
| 4. | Alexei Luzenko     | Kasachstan             | Astana                | + 0 s           |
| 5. | Jasper Stuyven     | Belgien                | Trek-Segafredo        | + 0 s           |
| 6. | Diego Ulissi       | Italien                | UAE Team Emirates     | + 0 s           |
| 7. | Cees Bol           | Niederlande            | Team Sunweb           | + 0 s           |
| 8. | Ben Swift          | Vereinigtes Königreich | Team Ineos            | + 0 s           |
| 9. | Tom-Jelte Slagter  | Niederlande            | Dimension Data        | + 0 s           |
| 10. | Simon Geschke      | Deutschland            | CCC Team              | + 0 s           |

| \| Gesamtwertung \| Gesamtwertung \| Gesamtwertung \| Gesamtwertung \| Gesamtwertung \| \| Fahrer \| Fahrer \| Land \| Team \| Zeit \| \| ------------- \| ----------------- \| ------------- \| --------------------- \| ---------------- \| \| 1. \| Jasper Stuyven \| Belgien \| Trek-Segafredo \| 16 h 23 min 09 s \| \| 2. \| Sonny Colbrelli \| Italien \| Bahrain-Merida \| + 3 s \| \| 3. \| Yves Lampaert \| Belgien \| Deceuninck-Quick Step \| + 12 s \| \| 4. \| Alexei Luzenko \| Kasachstan \| Astana \| + 15 s \| \| 5. \| Diego Ulissi \| Italien \| UAE Team Emirates \| + 20 s \| \| 6. \| Marc Hirschi \| Schweiz \| Team Sunweb \| + 20 s \| \| 7. \| Jens Keukeleire \| Belgien \| Lotto-Soudal \| + 21 s \| \| 8. \| Tom-Jelte Slagter \| Niederlande \| Dimension Data \| + 21 s \| \| 9. \| Jonas Vingegaard \| Dänemark \| Team Jumbo-Visma \| + 22 s \| \| 10. \| Toms Skujiņš \| Lettland \| Trek-Segafredo \| + 23 s \| |                   |             |                       |                  |
| |                   |             |                       |                  |
| Quelle: ProCyclingStats |                   |             |                       |                  |
| Gesamtwertung |                   |             |                       |                  |
| Fahrer | Fahrer            | Land        | Team                  | Zeit             |
| 1. | Jasper Stuyven    | Belgien     | Trek-Segafredo        | 16 h 23 min 09 s |
| 2. | Sonny Colbrelli   | Italien     | Bahrain-Merida        | + 3 s            |
| 3. | Yves Lampaert     | Belgien     | Deceuninck-Quick Step | + 12 s           |
| 4. | Alexei Luzenko    | Kasachstan  | Astana                | + 15 s           |
| 5. | Diego Ulissi      | Italien     | UAE Team Emirates     | + 20 s           |
| 6. | Marc Hirschi      | Schweiz     | Team Sunweb           | + 20 s           |
| 7. | Jens Keukeleire   | Belgien     | Lotto-Soudal          | + 21 s           |
| 8. | Tom-Jelte Slagter | Niederlande | Dimension Data        | + 21 s           |
| 9. | Jonas Vingegaard  | Dänemark    | Team Jumbo-Visma      | + 22 s           |
| 10. | Toms Skujiņš      | Lettland    | Trek-Segafredo        | + 23 s           |

Geprägt wurde die Abschlkussetappe durch zahlreiche Ausreißversuche, zunächst durch eine siebenköpfige Spitzengruppe um den Sieger der dritten Etappe, Asgreen, und Magnus Cort Nielsen (Astana Pro Team), der sich durch seine Flucht die Gesamtbergwertung sicherte. Dann folgte eine Soloatacke von Joshua Huppertz (Team Lotto–Kern Haus) und schließlich zielnah durch Alexei Luzenko (Astana), Jhonatan Narváez, Pawel Siwakow (beide Ineos), Vincenzo Nibali (Bahrain–Merida) und André Greipel (Arkéa-Samsic). Nachdem die letzten Ausreißer gestellt waren, gewann Sonny Colbrelli den Sprint des Hauptfelds und wurde Gesamtzweiter hinter Stuyven.

## Reglement
- Der Führende der Gesamtwertung trug das Rote Trikot. Die Gesamtwertung ergab sich wie stets bei internationalen Etappenrennen aus der Addition der gefahrenen Zeiten, abzüglich von 10, 6 und 4 Sekunden Bonifikation für die ersten drei einer jeden Etappe. Zusätzlich gab es bei jeder Etappe in einer Bonuswertung (nicht zu verwechseln mit den Zwischensprints) 3, 2 und 1 Sekunden Zeitbonifikation. Für die Gesamtwertung wurden insgesamt 18.180 € an Preisgeldern für die ersten 20 Fahrer vergeben, darunter 7.230 € für den Gesamtsieger.
- Für die ersten zwanzig Fahrer jeder Etappe wurden jeweils 9.090 € an Preisgeld vergeben, darunter 3.615 € für den Etappensieger.
- Der Führende in der Punktewertung trug das Grüne Trikot. Die Punktewertung ergab sich aus der Addition von den Punkten im Ziel jeder Etappe (15, 12, 9, 7, 6, 5, 4, 3, 2 und 1 Punkte) jeweils zwei Zwischensprints – nicht zu verwechseln mit der Bonuswertung- (5, 3 und 1 Punkte). Der Gewinner der Punktewertung erhielt 3.000 €.
- Der Führende in der Bergwertung trug das Blaue Trikot. Die Bergwertung ergab sich aus der Addition der 3, 2 und 1 Punkte, die für die ersten der Überfahrt an insgesamt neun Anstiegen vergeben worden. Der Gewinner der Bergwertung erhielt 3.000 €.
- Auf Basis der Gesamtwertung wurde die Nachwuchswertung der Fahrer, die nach dem 1. Januar 1994 geboren wurden, ermittelt. Der Führende trug das Weiße Trikot. Der Gewinner der Nachwuchswertung erhielt 3.000 €.
- Die Mannschaftswertung ergab sich aus der Addition der drei besten Zeiten der Fahrer eines Teams auf jeder Etappe. Die Siegermannschaft erhielt 3.000 €.
- Auf jeder Etappe wurde von einer Jury ein Fahrer als kämpferischster Fahrer ausgezeichnet, der ein Preisgeld in Höhe von jeweils 500 € erhielt.
- Die Karenzzeit wurde auf 12 % der Zeit des Siegers festgelegt.

## Wertungen im Tourverlauf
| Etappe         | Etappensieger      | Gesamtwertung      | Punktewertung          | Bergwertung         | Nachwuchswertung     | Mannschaftswertung    | Kämpferischster Fahrer |
| -------------- | ------------------ | ------------------ | ---------------------- | ------------------- | -------------------- | --------------------- | ---------------------- |
| 1              | Pascal Ackermann   | Pascal Ackermann   | Pascal Ackermann (a)   | Julien Bernard      | Pascal Ackermann (b) | UAE Team Emirates     | Julien Bernard         |
| 2              | Alexander Kristoff | Alexander Kristoff | Alexander Kristoff (c) | Davide Villella     | Marc Hirschi         | UAE Team Emirates     | Remco Evenepoel        |
| 3              | Kasper Asgreen     | Jasper Stuyven     | Alexander Kristoff (c) | Vincenzo Nibali     | Marc Hirschi         | Deceuninck-Quick-Step | Alexei Luzenko         |
| 4              | Sonny Colbrelli    | Jasper Stuyven     | Sonny Colbrelli        | Magnus Cort Nielsen | Marc Hirschi         | Deceuninck-Quick-Step | Joshua Huppertz        |
| Wertungssieger | Wertungssieger     | Jasper Stuyven     | Sonny Colbrelli        | Magnus Cort Nielsen | Marc Hirschi         | Deceuninck-Quick-Step | nicht vergeben         |